# Divorci a la italiana
Divorci a la italiana (títol original en italià: Divorzio all'italiana) és una pel·lícula italiana, dirigida per Pietro Germi estrenada el 1961 i doblada al català.
Aquesta pel·lícula ser la primera que va rebre la denominació Comèdia italiana, terme que va caracteritzar una gran part de la producció cinematogràfica italiana dels anys 1960 i 1970.

## Argument[2]
Un noble sicilià es vol tornar a casar, però com el divorci és il·legal a Itàlia, fa de tot perquè la seva dona s'enamori d'un altre home, per poder-los sorprendre junts, matar-la i tenir una pena lleugera per crim d'honor.

## Repartiment
- Marcello Mastroianni: Ferdinando Cefalù
- Daniela Rocca: Rosalia Cefalù
- Stefania Sandrelli: Angela
- Leopoldo Trieste: Carmelo Patanè
- Odoardo Spadaro: Don Gaetano Cefalù
- Margherita Girelli: Sisina
- Angela Cardile: Agnese
- Lando Buzzanca: Rosario Mulè
- Pietro Tordi: De Marzi
- Ugo Torrente: Don Calogero
- Antonio Acqua: el capellà
- Bianca Castagnetta: Donna Matilde Cefalù
- Giovanni Fassiolo
- Ignazio Roberto Daidone
- Francesco Nicastro

## Al voltant de la pel·lícula[calcitació]
Hom pot reconèixer en algunes escenes d'exteriors la vila siciliana d'Ispica (a la pel·lícula, la vila fictícia d'Agromonte). Les escenes d'interiors van ser rodades al Teatre Bellini d'Adrano.

## Premis i nominacions[calcitació]

### Premis
- 1963: Oscar al millor guió original per Pietro Germi, Ennio De Concini i Alfredo Giannetti
- 1963: BAFTA al millor actor estranger per Marcello Mastroianni
- 1963: Millor comèdia en el Festival Internacional de Cinema de Cannes per Pietro Germi

### Nominacions
- 1962: Palma d'Or
- 1963: Oscar al millor director per Pietro Germi
- 1963: Oscar al millor actor per Marcello Mastroianni
- 1963: Globus d'Or al millor actor musical o còmic per Marcello Mastroianni
- 1963: BAFTA a la millor pel·lícula
- 1963: BAFTA a la millor actriu estrangera per Daniela Rocca

## Crítica
Comèdia que dispara contra el manipulable honor sicilià, l'element desencadenador del qual és gairebé sempre el sexe. Molt lloada en el seu dia, el temps l'ha fet empal·lidir, sobretot pel que fa al guió i a la posada en escena, que semblaven aleshores virtuts inapel·lables.